# Jason Gedrick
Jason Gedrick, właśc. Jason Michael Gedroic (ur. 7 lutego 1965 w Chicago) – amerykański aktor telewizyjny i filmowy pochodzenia polskiego.

## Życiorys

### Wczesne lata
Przyszedł na świat w szpitalu Cook County w Chicago w stanie Illinois. Jego dziadkowie – Leonard Gedroic (syn Waltera Gedroica i Pauline Ozorowicz) i Angeline Myśliński (córka Johna S. Myslinskiego i Sofii Buttny) – byli pochodzenia polskiego. Kiedy jego się rodzice rozwiedli, jego starszy brat Joel i siostra Dawne zamieszkali z ojcem, a Jason był wychowywany przez matkę w Chicago. Cierpiał z powodu dysleksji. W 1982 roku ukończył Gordon Technical High School. By zadowolić rodziców, podjął studia na wydziale biznes na Drake University w Des Moines, w stanie Iowa, lecz po pierwszym roku porzucił studia, by skoncentrować się na aktorstwie.

### Kariera
Zadebiutował na ekranie w dwóch produkcjach kinowych – dramacie kryminalnym Niegrzeczni chłopcy (Bad Boys, 1983) u boku Seana Penna oraz komedii kryminalnej Ryzykowny interes (Risky business, 1983) z Tomem Cruise i Rebeki De Mornay. Po udziale w dramacie wojennym Ciężkie retaliacje (Massive Retaliation, 1984), komedii romantycznej Facet z nieba (The Heavenly Kid, 1985) z Lewisem Smithem i Jane Kaczmarek, dramacie sensacyjno-wojennym Żelazny Orzeł (Iron Eagle, 1986) i jego sequelu Żelazny Orzeł II (Iron Eagle II, 1988), dramacie W pogoni za szczęściem (Promised Land, 1987), znalazł się w obsadzie biograficznego dramatu wojennego Olivera Stone’a Urodzony 4 lipca (Born on the Fourth of July, 1989).
W 1989 roku zastąpił Erika Stoltza i pojawił się na scenie Broadwayu w sztuce Nasze miasto (Our Town) z Helen Hunt. Wystąpił potem w serialach: Fox Klasa '96 (Class of '96, 1993) jako David Morrisey, NBC Słodka zemsta (Sweet Justice, 1994-95) w roli dziennikarza Baileya Connersa, ABC Morderstwo (Murder One, 1995–1996), CBS Okrutne ulice (EZ Streets, 1996-97), 20th Century Fox Ally McBeal (1999) i CBS Falcone (2000) jako agent FBI.

## Życie prywatne
Spotykał się z Daphne Zunigą (1986) i Tracy Scoggins (1988). W latach 1989–1997 był żonaty z Daną Lavas, z którą ma trzech synów: Jiana (ur. 1991), Garretta (ur. 1994) i Ty (ur. 1995).

## Filmografia
| Rok       | Tytuł                                                                             | Rola                                          | Reżyser                                    | Uwagi                        |
| --------- | --------------------------------------------------------------------------------- | --------------------------------------------- | ------------------------------------------ | ---------------------------- |
| 1983      | Niegrzeczni chłopcy (Bad Boys)                                                    | domownik (niewymieniony w czołówce)           | Rick Rosenthal                             |                              |
| 1983      | Ryzykowny interes (Risky Business)                                                | osoba na przyjęciu (niewymieniony w czołówce) | Paul Brickman                              |                              |
| 1984      | Massive Retaliation                                                               | Eric Briscoe                                  | Thomas A. Cohen                            |                              |
| 1985      | The Zoo Gang                                                                      | Hardin                                        | Pen Densham, John Watson                   |                              |
| 1985      | Facet z nieba (The Heavenly Kid)                                                  | Lenny Barnes                                  | Cary Medoway                               |                              |
| 1986      | Żelazny Orzeł (Iron Eagle)                                                        | Doug Masters                                  | Sidney J. Furie                            |                              |
| 1987      | W pogoni za szczęściem (Promised Land)                                            | Davey Hancock                                 | Michael Hoffman                            |                              |
| 1988      | Żelazny Orzeł II (Iron Eagle II)                                                  | Doug Masters (niewymieniony w czołówce)       | Sidney J. Furie                            |                              |
| 1989      | Dachy (Rooftops)                                                                  | T                                             | Robert Wise                                |                              |
| 1989      | Urodzony 4 lipca (Born on the Fourth of July)                                     | Martinez – Wietnam                            | Oliver Stone                               |                              |
| 1989      | Autostopowicz (The Hitchhiker)                                                    | Tommy                                         | George Mihalka                             | odc.: „Phantom Zone”         |
| 1990      | Still Life: The Fine Art of Murder                                                | Peter Sherwood                                | Graeme Campbell                            |                              |
| 1991      | Ognisty podmuch (Backdraft)                                                       | Tim Krizminski                                | Ron Howard                                 |                              |
| 1992      | Przekroczyć granice (Crossing the Bridge)                                         | Tim Reese                                     | Mike Binder                                |                              |
| 1993      | Class of '96                                                                      | David Morrisey                                | Menachem Binetski                          | 17 odcinków                  |
| 1994      | Siła Odwetu (The Force)                                                           | Cal Warner                                    | Mark Rosman                                |                              |
| 1994–95   | Sweet Justice                                                                     | Bailey Connors                                |                                            | 22 odcinki                   |
| 1995–96   | Morderstwo (Murder One)                                                           | Neil Avedon                                   |                                            | 23 odcinki                   |
| 1995      | Pokonać lęk (Dare to Love)                                                        | Patrick                                       | Armand Mastroianni                         |                              |
| 1996      | Siła przekazu (Power 98)                                                          | John Price                                    | Jaime Hellman                              |                              |
| 1996–97   | Okrutne ulice (EZ Streets)                                                        | Danny Rooney                                  |                                            | 12 odcinków                  |
| 1997      | Silent Cradle                                                                     | Jay Mitchell                                  | Paul Ziller                                |                              |
| 1997      | Ostatni don (The Last Don)                                                        | Croccifixio ‘Cross’ De Lena                   |                                            |                              |
| 1997      | Trzeci bliźniak (The Third Twin, TV)                                              | Steve Logan/inne bliźniaki                    | Tom McLoughlin                             |                              |
| 1998      | Ostatni don II (The Last Don II)                                                  | Croccifixio ‘Cross’ De Lena                   |                                            |                              |
| 2000      | Falcone                                                                           | Joseph D. Pistone/„Joe Falcone”               |                                            | 9 odcinków                   |
| 2001      | Po tamtej stronie (The Outer Limits)                                              | kapitan Kelvin Parkhurst                      |                                            |                              |
| 2001      | Letnia przygoda (Summer Catch)                                                    | Mike Dunne                                    | Michael Tollin                             |                              |
| 2001      | Król ulicy (One Eyed King)                                                        | Dennis Reilly                                 | Robert Moresco                             |                              |
| 2002      | Wbrew regułom (Philly)                                                            | Chris Maguire                                 | Kevin Hooks                                | odc.: „Brotherly Love”       |
| 2002–2003 | Puls miasta (Boomtown)                                                            | oficer Tom Turcotte                           |                                            | 24 episodes                  |
| 2003      | Niesamowita częstotliwość 2 (Strange Frequency 2, TV)                             | Vince Brava                                   | Neill Fearnley, Kevin Inch, Jeff Woolnough |                              |
| 2003      | The Partners (TV)                                                                 | Eddie                                         | Marc Buckland                              |                              |
| 2003      | Mroczna prawda (A Date with Darkness: The Trial and Capture of Andrew Luster, TV) | Andrew Luster                                 | Bobby Roth                                 |                              |
| 2004–2005 | Port lotniczy LAX (LAX)                                                           | Gavin                                         |                                            | 3 odcinki                    |
| 2005      | Jordan w akcji (Crossing Jordan)                                                  | Eli Graham                                    | Bethany Rooney                             | odc.: „Enlightenment”        |
| 2005      | Witamy ponownie (Jesus, Mary and Joey)                                            | Tony Cappucino                                | James Quattrochi                           |                              |
| 2006      | Zaklinacz dusz (Ghost Whisperer)                                                  | Jesse Sutton                                  | Peter O’Fallon                             | odc.: „The Night We Met”     |
| 2006      | Nie z tego świata (Supernatural)                                                  | detektyw Peter Sheridan                       | Mike Rohl                                  | odc.: „The Usual Suspects”   |
| 2006      | Skrywana przeszłość (Hidden Places, TV)                                           | Gabe Harper                                   | Yelena Lanskaya                            |                              |
| 2006      | Fuks (Windfall)                                                                   | Cameron Walsh                                 |                                            | 13 odcinków                  |
| 2006      | Pościg pod ostrzałem (Rapid Fire, TV)                                             | Tony                                          | Kari Skogland                              |                              |
| 2007–2008 | Gotowe na wszystko (Desperate Housewives)                                         | Rick Coletti                                  |                                            | 6 odcinków                   |
| 2008      | Twarda sztuka (Wisegal, TV)                                                       | Frank Russo                                   | Jerry Ciccoritti                           |                              |
| 2008      | Podwodna szarża (Depth Charge, TV)                                                | Raymond „Doc” Ellers                          | Terrence O’Hara                            |                              |
| 2008      | The Christmas Choir (TV)                                                          | Peter Brockman                                | Peter Svatek                               |                              |
| 2009      | Dowody zbrodni (Cold Case)                                                        | szeryf USA Tom Parker                         | Alex Zakrzewski                            | odc.: „Witness Protection”   |
| 2009      | Wyścig po szczęście (Shannon’s Rainbow)                                           | Eric                                          | Frank E. Johnson                           |                              |
| 2009      | Magia kłamstwa (Lie to Me)                                                        | John Parks                                    | Michael Zinberg                            | odc.: „Secret Santa”         |
| 2009      | Pustynne węże (Sand Serpents, TV)                                                 | porucznik Richard Stanley                     | Jeff Renfroe                               |                              |
| 2010      | Sinatra Club                                                                      | Sal                                           | James Quattrochi                           |                              |
| 2011      | Nie ma lekko (Necessary Roughness)                                                | J.D. Aldridge                                 |                                            | 3 odcinki                    |
| 2011–2012 | Luck                                                                              | Jerry                                         |                                            | 9 odcinków                   |
| 2012      | Dexter                                                                            | George Novikov                                |                                            | 10 odcinków                  |
| 2012      | Prawo i porządek: sekcja specjalna (Law & Order: Special Victims Unit)            | agent FBI Cantwell                            | Michael Smith                              | odc.: „Dreams Deferred”      |
| 2012      | Wojenne kwiaty (War Flowers)                                                      | Louis McIntire                                | Serge Rodnunsky                            |                              |
| 2012      | Grimm                                                                             | Craig Wendell Ferren                          | Marta Kauffman                             | odc.: „Hello, I’m Sunshine”  |
| 2012      | Drzewko życzeń (The Wishing Tree, TV)                                             | prof. Evan Farnsworth                         | Terry Ingram                               |                              |
| 2014      | Skating to New York                                                               | Doug Demas                                    | Charles Minsky                             |                              |
| 2014      | Sposób na morderstwo (How to Get Away with Murder)                                | Gabriel Shaw                                  | Randy Zisk                                 | odc.: „Smile, or Go to Jail” |
| 2015      | Bosch                                                                             | Raynard Waits                                 |                                            | 8 odcinków                   |
| 2015      | Justified: Bez przebaczenia (Justified)                                           | Richard                                       | Adam Arkin                                 | odc.: „The Promise”          |
| 2015      | Piękna i Bestia (Beauty & the Beast)                                              | Liam                                          |                                            | 5 odcinków                   |
| 2016–2017 | Mroczne zagadki Los Angeles (Major Crimes)                                        | detektyw Mark Hickman                         |                                            | 6 odcinków                   |